# A-merk
Een A-merk is een term die bij consumentengoederen wordt gebruikt voor een merk dat een grote naamsbekendheid en goede reputatie heeft en toonaangevend is voor wat de prijs en kwaliteit van dat specifieke goed betreft. Voor A-merken wordt vaak reclame gemaakt om de naamsbekendheid te vergroten en de gevestigde reputatie te handhaven of zelfs te versterken.
Supermarkten proberen met deze A-merken te concurreren door zogenaamde huismerken te voeren, waarvan de verpakking vaak op die van het A-merk lijkt.
Een A-merk wordt ook wel gedefinieerd als een merk met distributiespreiding van meer dan 75%, wat wil zeggen dat ze in zeker driekwart van de in aanmerking komende winkels in de branche verkrijgbaar zijn. Omdat er tevens op grote schaal reclame voor wordt gemaakt, zijn ze vrij bekend: ze beheersen zo'n 2/3 van de markt. Een A-merk straalt kwaliteit, status en zekerheid uit en heeft daardoor een hoge toegevoegde waarde.
Op 30 maart 2018 bleek dat we in Nederland weer meer A-merken kopen in de supermarkt: de prijs wordt steeds minder belangrijk. Eind maart 2025 was deze opgang al weer gestopt, mede veroorzaakt door krimpflatie en veranderende manieren om producten onder de aandacht van consumenten te brengen.

## B-merk
Een B-merk is een merk dat minder bekendstaat, niet noodzakelijkerwijs onderdoet voor de kwaliteit van een A-merk, en meestal goedkoper is. Met name bij voedingsproducten wordt een B-merk vaak in dezelfde fabriek of productielijn geproduceerd als het A-merk van die producent. Het onderscheid kan dan zijn dat de kwaliteitscontrole minder streng is of dat het product op een andere manier in de markt wordt gezet.

## C-merk
Van een C-merk wordt gesproken wanneer een nog goedkopere variant dan het huismerk van een supermarktketen wordt aangeboden.